# Myrna Loyová
Myrna Loyová, nepřechýlený pseudonym Myrna Loy, vlastním jménem Myrna Adele Williams (2. srpna 1905 Helena – 14. prosince 1993 New York), byla americká filmová herečka.

## Život

### Mládí
Narodila se 2. srpna 1905 ve městě Helena v Montaně jako dcera rančera Davida Franklina Williamse a občasné koncertní hudebnice Adelle Mae Williamsové (rodným jménem Johnsonová). Neobvyklé křestní jméno jí dal její otec, poté, co ho údajně oslovilo jméno jedné vlakové zastávky, kterou kdysi projížděl.
Své dětství Myrna strávila hlavně v malé vesnici Radersburg, dokud se s matkou a bratrem Davidem neodstěhovala do Los Angeles. Zde začala chodit na hodiny tance, ve kterých pokračovala i po návratu do Radersburgu. O rok později, když jí bylo 13 let, zemřel její otec na španělskou chřipku a rodina se tedy přestěhovala zpět a natrvalo do Los Angeles. Zde Myrna navštěvovala Westlake School for Girls a i nadále pokračovala ve studiu tance. Kvůli neshodám s kantory ohledně jejího mimoškolního vystupování, přešla na střední školu Venice High School a již v 15 letech se začala objevovat v místních divadlech. O tři roky později však školu opustila a musela matce pomáhat s živením rodiny. Podařilo se jí získat práci v Grauman's Egyptian Theatre, kde se mj. setkala i s herečkou Eleonorou Duseovou, kterou se později během své kariéry snažila napodobovat.

### Kariéra

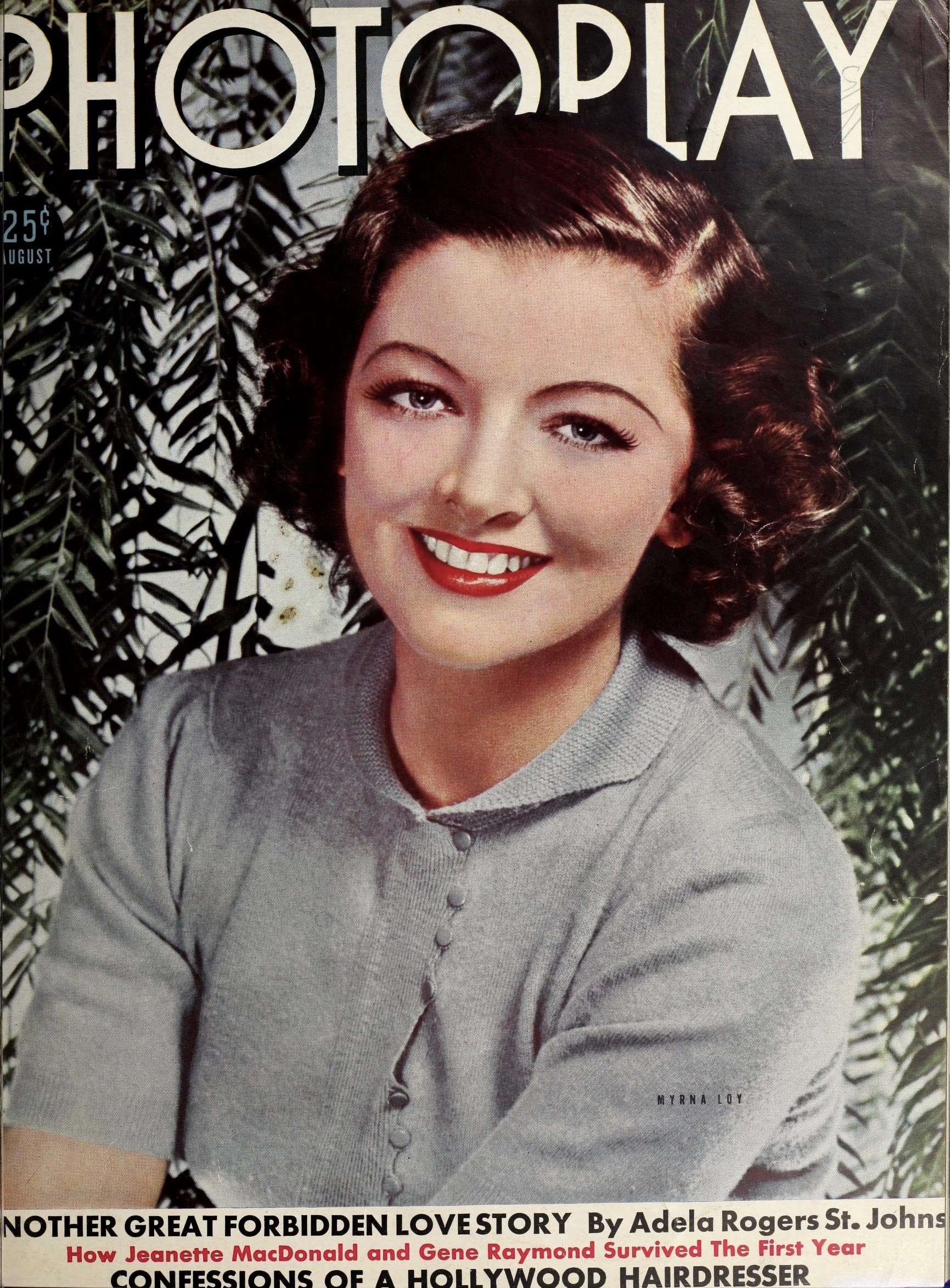
Myrna Loyová na obálce časopisu Photoplay ze srpna 1938

K filmařství se dostala díky svým fotografiím z divadla, kterých si všiml herec a producent Rudolph Valentino, jenž sháněl herečku do hlavní role do svého snímku Cobra. Během kamerových zkoušek ji však předčila Gertrude Olmsteadová, ale brzy poté byla přijata jako komparzistka do filmu Pretty Ladies (1925). Její první významnější role přišla brzy poté se snímkem What Price Beauty? (1925), kde se objevila po boku Nity Naldiové. I přesto, že snímek zůstal ještě další tři roky nevydaný, její fotografie se objevily v časopise Motion Picture a vedly ke smlouvě se studiem Warner Bros. Zde jí změnili příjmení na „Loy“ a začali ji obsazovat především do rolí tzv. femme fatale. Také často ztvárňovala postavy asijského či euroasijského původu, což ještě více upevnilo její exotickou image.
V roce 1932 také začala chodit s ženatým producentem Arthurem Hornblowem Jr. a objevila se i v řadě muzikálů natáčených technikou technicolor. Společně s úpadkem muzikálů během 30. let šla dolů i její kariéra.
V roce 1933 ji však režisér W. S. Wan Dyke obsadil do krimi komedie Detektiv Nick v New Yorku, která se stala jedním z největších hitů roku a byla také nominována na Oscara za nejlepší film. Myrna získala vynikající recenze a začala být konečně uznávaná pro své herecké schopnosti, což ji vyneslo opět na vrchol. Společně s Williamem Powelem také utvořila populární filmový pár a společně se objevili ještě v dalších čtrnácti snímcích.

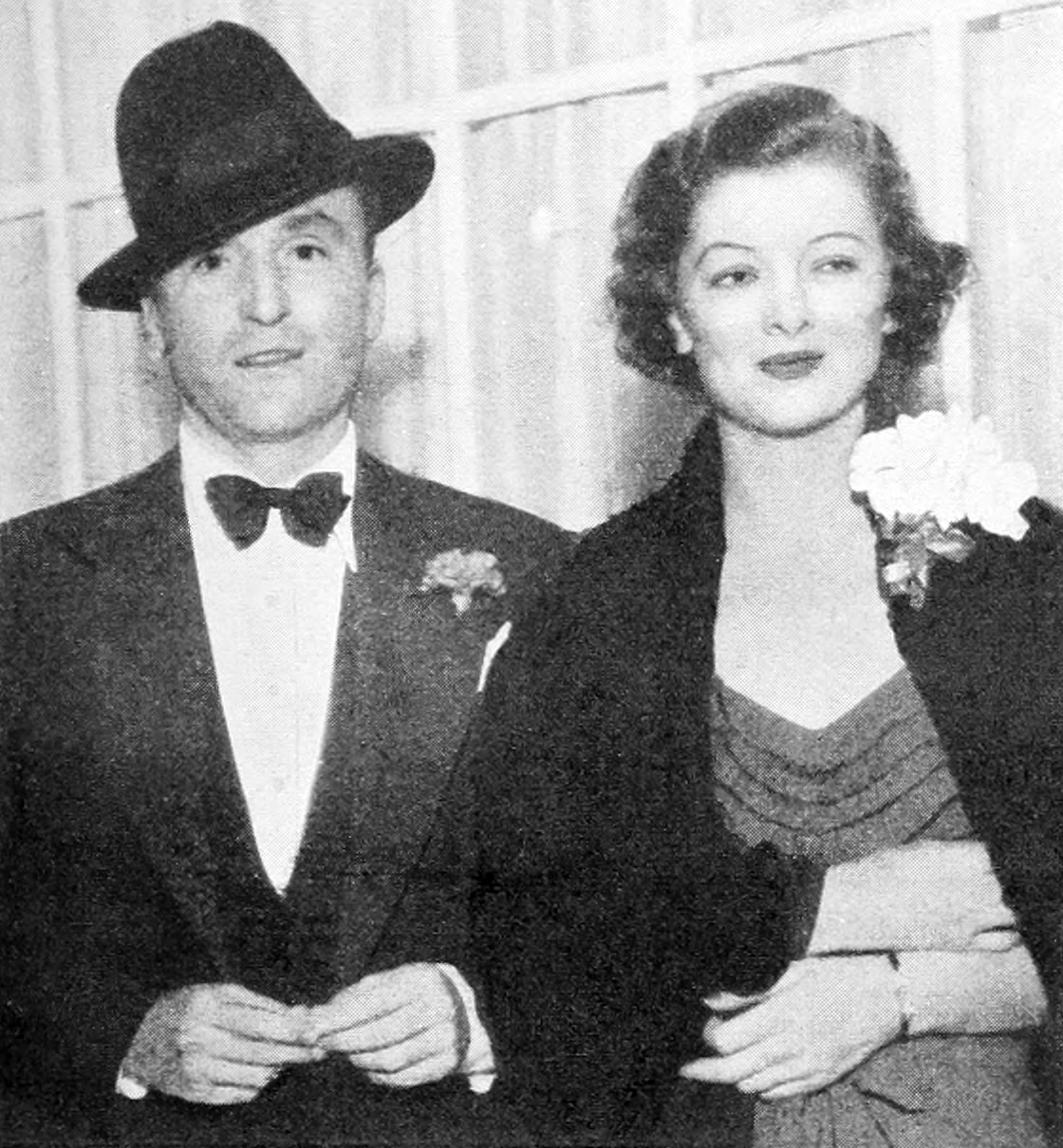
Se svým prvním manželem Arthurem Hornblowem Jr.

Její náhlý vzestup jí pomohl k obsazení do dalších významných rolí a snímků, mezi které se řadí například Petticoat Fever (1936), Děvče se špatnou pověstí (1936), After the Thin Man (1936) či Double Wedding (1937). V roce 1936 se také provdala za Arthura Hornblowa, ale v té době se také proslýchalo, že měla poměr se Spencerem Tracym, načež pronesla: „Milovala jsem ho, opravdu jsem ho milovala. Chci říct, že jsem byla do něj zamilovaná, ale Katharine Hepburnová mi stála v cestě.“ Tracyho však údajně navštěvovala i později během 40. let.
V závěru 30. let natočila ještě dalších 8 filmů, včetně historického dramatu Nad Irskem hřmí (1937), svého pravděpodobně nejhoršího snímku v kariéře. Během práce u studia Metro-Goldwyn-Mayer, také začala veřejně mluvit o zdejší rasové diskriminaci: „Proč musí každý černoch hrát ve filmech sluhu? Co třeba takhle černoch kráčející s kufříkem po schodech před soudem?“.
Na přelomu 30. a 40. let se stala jednou z nejobsazovanějších a nejlépe placených hereček v Hollywoodu. Své herecké zkušenosti z mnoha romantických komedií chtěla uplatnit i v dramatech, a proto byla obsazena do snímku Když nastaly deště... (1939) po boku Tyrone Powera, který následovaly další snímky jako Third Finger, Left Hand (1940) s Melvynem Douglasem a další série komedií s Wiliamem Powellem.
Během druhé světové války svou hereckou činnost téměř zastavila a soustředila se hlavně na humanitární pomoc. Začala pracovat pro Červený kříž a velmi otevřeně kritizovala Adolfa Hitlera, díky čemuž se však ocitla na německé černé listině a všechny její filmy byly v Německu zakázány. Během války také potkala svého třetího manžela; producenta a scenáristu Geneho Markeye, za kterého se po válce provdala.
K filmu se vrátila v roce 1945 snímkem The Thin Man Goes Home a do konce dekády natočila dalších osm snímků, z toho několik s Cary Grantem. Do 50. let vstoupila úžasným kasovním trhákem Cheaper by the Dozen (1950), který vydělal 4,4 milionů dolarů. V průběhu dekády se také stala vlivnou spolupředsedkyní Poradního sboru Národního výboru proti diskriminaci v bydlení a také členkou Národní komise USA pro UNESCO.

### Konec kariéry a stáří
Během šedesátých let si udělala od natáčení filmů bezmála devítiletou pauzu a jako celoživotní demokratka podporovala v kampani Johna F. Kennedyho a později i Eugena McCarthyho, Huberta Humphreyho a George McGoverna.
Po pár seriálových epizodách a malé roli ve filmu Letiště 1975 (1974) jí byla roku 1975 diagnostikována rakovina prsu, díky čemuž musela podstoupit dokonce dvě mastektomie.
Ve své poslední roli se objevila v roce 1982 v sitcomu  Love, Sidney.
V roce 1991 ještě obdržela čestnou cenu akademie (svého jediného Oscara) za své kariérní úspěchy a o tři roky později zemřela v nemocnici Lenox Hill na Manhattanu během operace po dlouhé nemoci. Má také svoji hvězdu na Hollywoodském chodníku slávy a v Heleně je po ní pojmenován kulturní dům Myrna Loy Center.

## Filmografie (výběr)

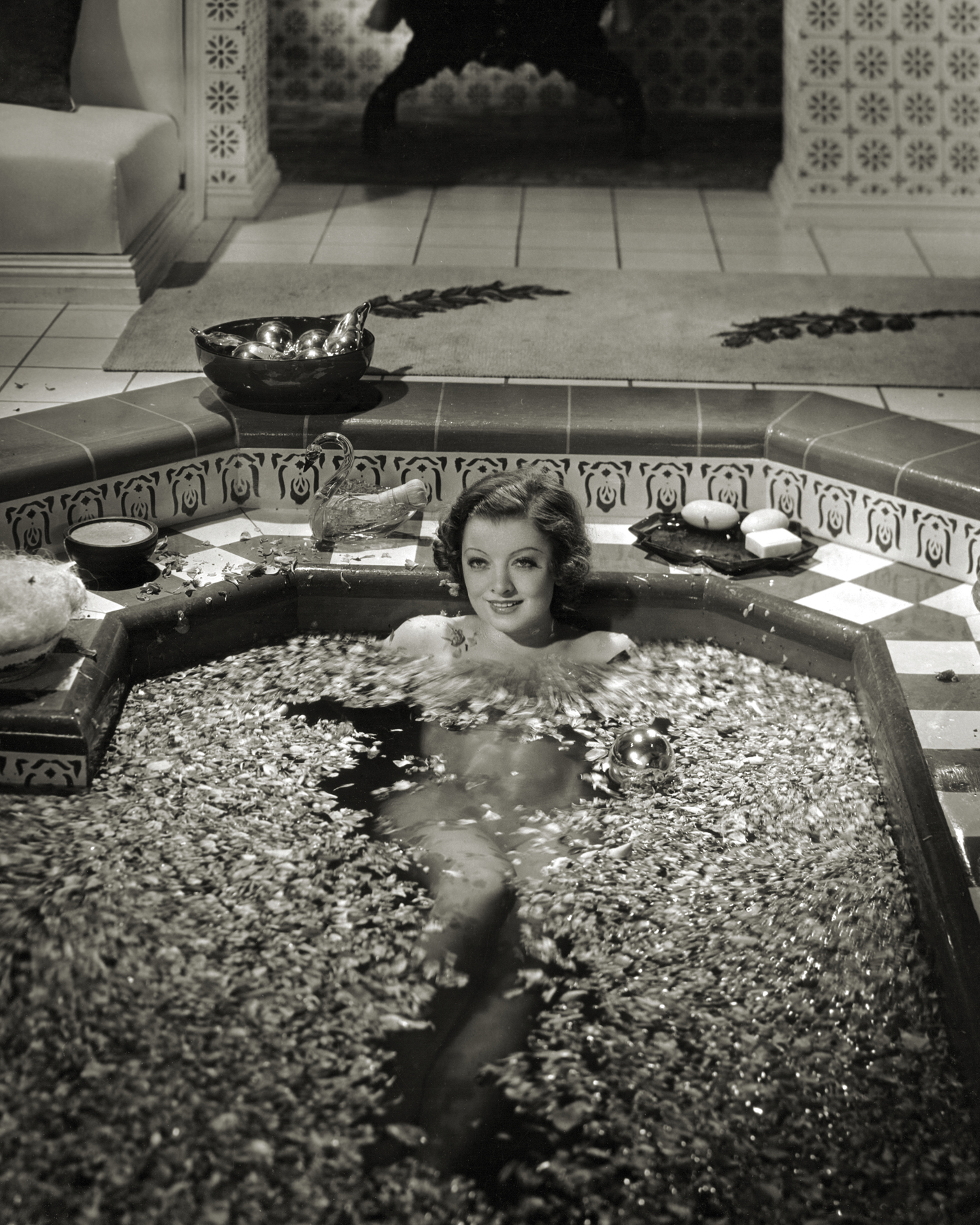
Ve filmu Barbarian (1933)

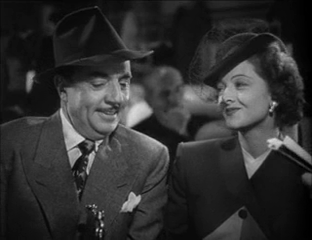
S Wiliamem Powellem ve filmu The Thin Man Goes Home (1945)

- 1925 What Price Beauty? (režie Tom Buckingham)
- 1926 Across the Pacific (režie Roy Del Ruth)
- 1928 Všude jiné děvče (režie Howard Hawks)
- 1928 The Crimson City (režie Archie Mayo)
- 1929 Píseň pouště (režie Roy Del Ruth)
- 1929 Černá garda (režie John Ford)
- 1929 V zajetí Mexikána (režie Reginald Barker)
- 1932 Thirteen Women (režie George Archainbaud)
- 1933 The Barbarian (režie Sam Wood)
- 1934 Drama z Manhattanu (režie W. S. Van Dyke a George Cukor
- 1934 Detektiv Nick v New Yorku (režie W. S. Van Dyke)
- 1934 Stamboul Quest (režie Sam Wood)
- 1936 Wife vs. Secretary (režie Clarence Brown)
- 1936 Petticoat Fever (režie George Fitzmaurice)
- 1936 Velký Ziegfeld (režie Robert Z. Leonard)
- 1936 Děvče se špatnou pověstí (režie Jack Conway)
- 1936 After the Thin Man (režie W. S. Van Dyke)
- 1937 Double Wedding (režie Richard Thorpe)
- 1938 Pilot č. 7 (režie Victor Fleming)
- 1938 Začalo to v Šanghaji (režie Jack Conway)
- 1939 Když nastaly deště... (režie Clarence Brown)
- 1940 I Love You Again (režie W. S. Van Dyke)
- 1940 Third Finger, Left Hand (režie Robert Z. Leonard)
- 1941 Love Crazy (režie Jack Conway)
- 1941 Shadow of the Thin Man (režie W. S. Van Dyke)
- 1945 The Thin Man Goes Home (režie Richard Thorpe)
- 1946 Nejlepší léta našeho života (režie William Wyler)
- 1947 The Bachelor and the Bobby-Soxer (režie Irving Reis)
- 1948 Vysněný dům pana Blandingse (režie H.C. Potter)
- 1950 Cheaper by the Dozen (režie Walter Lang)
- 1952 Belles on Their Toes (režie Henry Levin)
- 1956 Velvyslancova dcera (režie Norman Krasna)
- 1958 Lonelyhearts (režie Vincent J. Donehue)
- 1960 Z terasy (režie Mark Robson)
- 1974 Letiště 1975 (režie Jack Smight)